# Frozen: El regne del gel
Frozen: El regne del gel (títol original en anglès, Frozen) és una pel·lícula musical estatunidenca d'animació del 2013, produïda per Walt Disney Animation Studios. Està basada en el conte de Hans Christian Andersen, La reina de les neus, i explica la història d'una princesa valenta que fa un llarg viatge per trobar la seva germana perduda: la Reina de les Neus.
Va rebre bones referències per part de la crítica, que la va definir com el millor musical animat de Disney des del renaixement de l'estudi el 1989. També va ser un èxit comercial; va ser la pel·lícula més taquillera d'aquell any, la d'animació que més va recaptar de tots els temps, un rècord que va mantenir fins que la nova versió de The Lion King el va superar l'agost de 2019, i va arribar a ser la cinquena pel·lícula amb més èxit globalment, superada després per moltes pel·lícules posteriors, incloent la seva seqüela Frozen II. Frozen va guanyar un Oscar a la millor pel·lícula d'animació i un a la millor cançó original ("Vol volar"), el Globus d'Or a la millor pel·lícula d'animació, el BAFTA a la millor pel·lícula d'animació, i cinc Premis Annie.
Aquesta pel·lícula ha estat doblada al català.

## Argument
L'Elsa, la princesa gran d'Arendelle, té poders criogenètics que li permeten crear gel i neu del no-res. Tanmateix, una nit, mentre juga amb la seva germana petita Anna, la fereix i la congela. El rei i la reina porten la nena amb els trolls perquè la curin, però aquests ja adverteixen que la por de l'Elsa de tornar a fer mal amb els seus poders pot ser un perill. L'Anna es recupera i oblida els records que tenia del do de l'Elsa, la seva germana gran. Mentrestant, els reis isolen la seva filla gran, l'Elsa, a la seva cambra perquè aprengui a controlar els seus poders màgics. Però, quan les dues noies germanes, l'Anna i l'Elsa, són ja adolescents, els seus pares moren al mar i, amb la majoria d'edat, l'Elsa esdevé la nova reina. En el ball de coronació, l'Anna coneix un jove príncep, en Hans, i s'hi promet.
Després de descobrir-se públicament els seus poders, l'Elsa fuig espantada de la reacció popular i s'amaga dalt de la muntanya més alta, on pot ser ella mateixa. La seva partença, però, ha deixat Arendelle en un hivern perpetu, per la qual cosa l'Anna surt a cercar-la per a demanar-li que desfaci l'encanteri. Pel camí s'alia amb un jove muntanyenc, Kristoff, i un ninot de neu animat. Al castell de l'Elsa, l'Anna pateix de nou el rebuig de l'Elsa, la seva germana gran, qui a més envia un monstre per a protegir l'entrada, fet que provoca que els vilatans organitzin partides d'atac.
L'Elsa, sense voler, llança un raig de gel que toca l'Anna, la qual morirà si no rep un petó d'amor. Kristoff la porta ràpidament amb en Hans, però aquest revela que només la volia com a esposa per a robar-li la corona i li diu realment que no l'estima de debò. Mentrestant l'Elsa cau presonera. En Kristoff l'alerta del destí de la seva germana i ella prova d'ajudar-la. En Hans intenta de matar l'Elsa en un combat final, on l'Anna s'interposa i ho evita abans de convertir-se en una estàtua de glaç. L'Elsa plora desconsolada davant del desastre i amb el seu amor desfà l'encanteri. Així doncs, assumeix el regne sense amagar els seus poders màgics, que són vistos ara com a positius pel poble, i l'Anna, la seva germana petita, se'n va amb en Kristoff.

## Repartiment
| Veu en anglès                             | Veu en català                             | Veu en Personatge |
| ----------------------------------------- | ----------------------------------------- | ----------------- |
| Kristen Bell                              | Paula Ribó                                | Anna              |
| Livvy Stubenrauch Agatha Lee Monn (cançó) | Rita Martínez                             | Anna, nena        |
| Katie Lopez (cançó)                       | Arantxa Rodas                             | Anna, joveneta    |
| Alan Tudyk                                | Pep Anton Muñoz                           | Duc de Weselton   |
| Idina Menzel                              | Mar Nicolás Gisela (cançó)                | Elsa              |
| Eva Bella                                 | Claudia García                            | Jove Elsa         |
| Spencer Lacey Ganus                       | (desconegut)                              | Elsa Adolescent   |
| Ciarán Hinds                              | Jordi Vila                                | Gran Pabbie       |
| Stephen J. Anderson                       | Amadeu Aguado                             | Kai               |
| Edie McClurg                              | Marta Martorell                           | Gerda             |
| Jonathan Groff                            | Manel Gimeno                              | Kristoff          |
| Chris Williams                            | Quim Roca                                 | Oaken             |
| Josh Gad                                  | Roger Isasi-Isasmendi Xavier Duch (cançó) | Olaf              |
| Santino Fontana                           | Ivan Labanda                              | Príncep Hans      |
| Maurice LaMarche                          | Eduard Itchart                            | Rei d'Arendelle   |

## Premis i nominacions

### Premis
- 2014: Oscar a la millor pel·lícula d'animació per Chris Buck, Jennifer Lee i Peter Del Vecho.[8]
- 2014: Oscar a la millor cançó original per Kristen Anderson-Lopez i Robert Lopez amb "Let It Go".[8]
- 2014: Globus d'Or a la millor pel·lícula d'animació per Chris Buck, Jennifer Lee i Peter Del Vecho.[9]
- 2014: BAFTA a la millor pel·lícula d'animació per Chris Buck, Jennifer Lee i Peter Del Vecho.[10]

### Nominacions
- - 2014: Oscar a la millor pel·lícula d'animació per Chris Buck, Jennifer Lee i Peter Del Vecho.
  - 2014: Oscar a la millor cançó original per Kristen Anderson-Lopez i Robert Lopez amb "Let It Go".
  - 2014: Globus d'Or a la millor pel·lícula d'animació per Chris Buck, Jennifer Lee i Peter Del Vecho.
  - 2014: BAFTA a la millor pel·lícula d'animació per Chris Buck, Jennifer Lee i Peter Del Vecho.